# Blancpain Endurance Series 2013
Blancpain Endurance Series 2013 — третій сезон автоперегонів на витривалість, що складатиметься із п'яти етапів.
Починаючи із сезону 2013 року, участь у перегонах братимуть два українських гонщики: Андрій Круглик та Руслан Циплаков. Спортсмени виступатимуть за команду «Team Ukraine».

## Календар 2013 року
| # | Автодром                                    | Дата        |
| - | ------------------------------------------- | ----------- |
| 1 | Монца, Монца, Італія                        | 14 Квітень  |
| 2 | Сільверстоун, Сільверстоун, Велика Британія | 2 Червень   |
| 3 | Поль Рікар , Ле Кастелле, Франція           | 30 Червень  |
| 4 | Total 24 години Spa, Льєж, Бельгія          | 28 Липень   |
| 5 | Нюрбургринг, Нюрбург, Німеччина             | 22 Вересень |

## Перегони
| Етап | Автодром     | Переможець в категорії PRO               | Переможець в категорії PRO-AM                | Переможець в категорії Gentlemen                   |
| ---- | ------------ | ---------------------------------------- | -------------------------------------------- | -------------------------------------------------- |
| 1    | Монца        | No. 44 Kessel Racing                     | No. 50 AF Corse                              | No. 20 SOFREV Auto Sport Promotion                 |
| 1    | Монца        | Сезар Рамос Девід Рігон Даніель Замп'єрі | Нік Хоммерсон Льюїс Мейчелс Андреа Бертоліні | Жан-Люк Беубелік Патріс Коушлард Жан-Люк Бленшмайн |
| 2    | Сільверстоун |                                          |                                              |                                                    |
| 2    | Сільверстоун |                                          |                                              |                                                    |
| 3    | Поль Рікар   |                                          |                                              |                                                    |
| 3    | Поль Рікар   |                                          |                                              |                                                    |
| 4    | Спа          |                                          |                                              |                                                    |
| 4    | Спа          |                                          |                                              |                                                    |
| 5    | Нюрбургринг  |                                          |                                              |                                                    |
| 5    | Нюрбургринг  |                                          |                                              |                                                    |